# Виана, Угу
У́гу Миге́л Ферре́йра Го́меш Виа́на (порт. Hugo Miguel Ferreira Gomes Viana; 15 января 1983, Барселуш) — португальский футболист, атакующий полузащитник.

## Карьера

### Клубная
Угу Виана начал свою карьеру в клубе «Спортинг» (Лиссабон). После того, как Виана выиграл титул лучшего молодого футболиста года в Европе в 2002 году, он был куплен английским клубом «Ньюкасл Юнайтед» за 12 млн евро, за который отыграл 2 сезона, но так и не стал лидером команды, а затем и вовсе перестал попадать в состав, после чего вернулся на правах аренды в «Спортинг», а затем был арендован «Валенсией», в марте клуб решил выкупить трансфер Вианы за 2,25 млн евро. В сезоне 2006/07 Виане пришлось выдерживать конкуренцию за место в составе от Рубена Барахи и Давида Альбельды, которую он проиграл и был арендован клубом «Осасуна», но там он получил серьёзную травму, которая не позволила ему тренироваться в течение 4-х месяцев, а после Виане пришлось выдержать длительный период восстановления. В сезоне 2008/09 Виана на поле в чемпионате не выходил, ограничившись 3 матчами на Кубок УЕФА и кубок Испании.

### Международная
В сборной Португалии Виана дебютировал 14 ноября 2001 года в матче с командой Анголы, которая завершилась победой португальцев 5:1.

## Достижения

### Командные
Сборная Португалии
- Бронзовый призёр Чемпионата Европы: 2012

«Спортинг»
- Чемпион Португалии: 2001/02
- Обладатель Кубка Португалии: 2001/02
- Финалист Кубка УЕФА: 2004/05

«Брага»
- Обладатель Кубка португальской лиги: 2012/13
- Финалист Лиги Европы УЕФА: 2010/11

«Аль-Ахли»
- Чемпион ОАЭ: 2013/14
- Обладатель Кубка лиги ОАЭ: 2014
- Обладатель Суперкубка ОАЭ: 2013

### Личные
- Лучший молодой футболист Европы: 2002